# Grote Noord 104
Grote Noord 104 is een rijksmonument aan het Grote Noord in de Noord-Hollandse stad Hoorn.

## Beschrijving
Het betreft een hoekpand met oud zadeldak. De gevel werd gemoderniseerd. Het ontwerp van de voorgevel is van de hand van A.C. Bleijs, alleen de bovenzijde hiervan is nog aanwezig. Op de gevel werden (aldus Jacob van Lennep en Jan ter Gouw) de hoofden van de Griekse filosofen Democritus en Heraclitus aangebracht met daaronder de tekst  'In de twe vergulde hofd'.
Het College van Gecommitteerde Raden van het Noorderkwartier en Westfriesland koos in 1573 Hoorn als vergaderplaats. Als vergaderlocatie werd gekozen voor "een pand aan het Grote Noord ‘Waar het vergulde Hoofd uythangt’", aldus Herma M. van den Berg. Zij spreekt het vermoeden uit dat hiermee dit pand Grote Noord 104 bedoeld zou zijn.
Het pand loopt aan de achterzijde door naar het pand Nieuwe Noord 45, dat eveneens een rijksmonument is. 